# 1125 (عدد)
 1125 هو عدد صحيح، يلي العدد 1124 ويسبق العدد 1126.

## في الرياضيات

### خصائص
- عدد طبيعي.[3]
- عدد فردي.[4][5]

- عدد موجب،[6] السالب منه هو - 1125.[7]

## في التاريخ
- 1125 هـ هي سنة في التقويم الهجري.
- هي سنة  1125 م في التقويم الميلادي.

## وصلات خارجية
الأعداد الصاتمة، ديوان اللغة العربية.